# René Coicou
Pour les articles homonymes, voir Coicou.
René Coicou, né en 1935 en Haïti[Quand ?] et mort le 2 mars 2020 à Ottawa, est le dernier maire de la défunte ville de Gagnon et ainsi le premier maire noir du Québec.

## Biographie

### Jeunesse
En 1957 à l'âge de 22 ans, René Coicou quitte Haïti, alors gouverné par la dictature de François Duvalier (Papa Doc), pour s'établir à Montréal. Il survit en jouant de la guitare dans le restaurant Le Perchoir d'Haïti où il rencontre sa première épouse Claire Gravel. Par la suite il entreprend des études en mécanique de machinerie lourde qui lui permettront par la suite d'être embauché par la Québec Cartier Mining, alors basé dans la ville minière de Gagnon sur la Côte-Nord du Québec, en 1962.

### Carrière politique
S'intégrant aisément au sein de la communauté minière, dont la population était composés de personnes de partout à travers le Québec comme des Abitibiens, des Saguenéens et des Madelinots, et avec les conseils de ses amis, Coicou se porte candidat à la mairie de Gagnon en 1973. Devenu alors le premier maire d'origine noire au Québec, il sera réélu lors des trois élections successives.
Dès 1980, la situation précaire de la mine de fer sur laquelle l'ensemble de l'économie de la ville reposait occupa tout son temps à la mairie. Malgré les interventions répétées auprès du gouvernement provincial, c'est lui qui en 1984, sera chargé d'annoncer aux 2 000 résidents que la ville serait officiellement fermée et rasée le 30 juin 1985.